# 原子城 (愛達荷州)
原子城是一個位於美國愛達荷州賓厄姆縣的城市。

## 簡介
因為地處於布萊克富特和阿科之間的關係，原子城（Atomic City）直到1950年代前稱為中途（Midway）。當地於愛達荷國家實驗室剛開始運作時人口較多，此後迅速減少。
當地有一間商店和一間酒吧，因為相關規定，商店已經沒有繼續販賣汽油。現在當地居民大多已經退休，而土生土長的居民則多已過世。南部有一個露營車營地，北部則有一個改裝車競賽場地。

## 地理
原子城的座標為43°26′33″N 112°48′47″W / 43.44250°N 112.81306°W，而該地的平均海拔高度為1528米（即5013英尺）。

## 人口
根據2010年美國人口普查的數據，原子城的面積為0.21平方千米，當中陸地面積為0.21平方千米，而水域面積為0.00平方千米。當地共有人口29人，而人口密度為每平方千米138.1人。根據2020年美國人口普查，人口數為41人。